# 松岩村
松岩村（まついわむら）は、1953年（昭和28年）まで宮城県本吉郡の北部にあった村。現在の気仙沼市松崎・赤岩および物倉山にあたる。

## 沿革
- 1875年（明治8年）10月17日 - 水沢県による村落統合にともない、松崎村と赤岩村が合併して松岩村が成立。
- 1889年（明治22年）4月1日 - 町村制施行にともない、松岩村単独で村制施行。初代村長は旧領主の鮎貝盛房。
- 1953年（昭和28年）6月1日 - 気仙沼町・鹿折町と合併し、気仙沼市となる。

## 行政

### 歴代村長
| 代 | 氏名           | 就任                  | 退任                      | 備考 |
| -- | -------------- | --------------------- | ------------------------- | ---- |
| 1  | 鮎貝盛房       | 1889年（明治22年）4月 | 1894年（明治27年）7月     |      |
| 2  | 鮎貝盛徳       | 1894年（明治27年）8月 | 1902年（明治35年）12月    |      |
| 3  | 鮎貝盛成       | 1903年（明治36年）2月 | 1932年（昭和7年）7月      |      |
| 4  | 佐々木徳右ェ門 | 1933年（昭和8年）1月  | 1937年（昭和12年）1月     |      |
| 5  | 佐々木孫太郎   | 1937年（昭和12年）1月 | 1938年（昭和13年）3月     |      |
| 6  | 千葉亀雄       | 1939年（昭和14年）4月 | 1946年（昭和21年）11月    |      |
| 7  | 鮎貝盛益       | 1947年（昭和22年）4月 | 1951年（昭和26年）3月     |      |
| 8  | 渡辺梅治郎     | 1951年（昭和26年）4月 | 1953年（昭和28年）5月31日 |      |